# Undergraduate Texts in Mathematics
Undergraduate Texts in Mathematics (UTM) este o serie de manuale de matematică la nivel de studii universitare de licență publicate de Springer-Verlag. Cărțile din această serie, ca și celelalte serii de matematică publicate de Springer-Verlag, sunt mici cărți galbene de dimensiuni standard.
Cărțile din această serie sunt scrise la un nivel mai elementar decât seria similară Graduate Texts in Mathematics, deși există multe suprapuneri între cele două serii din punct de vedere al materialului acoperit și al nivelului de dificultate.
Nu există o numerotare a cărților făcută de Springer-Verlag, ca în seria Graduate Texts in Mathematics. Cărțile sunt numerotate aici în funcție de anul publicării.

## Lista cărților
1. Halmos, Paul R. (1974). Finite-Dimensional Vector Spaces. ISBN 978-0-387-90093-3.
2. Halmos, Paul Richard (1974). Lectures on Boolean algebras. ISBN 978-0-387-90094-0.
3. Halmos, Paul R. (1974). Naive Set Theory. ISBN 978-0-387-90092-6.
4. Martin, George E. (1975). The Foundations of Geometry and the Non-Euclidean Plane. ISBN 978-1-4612-5727-1.
5. Kemeny, John G.; Snell, J. Laurie (1976). Finite Markov Chains: With a New Appendix: "Generalization of a Fundamental Matrix". ISBN 978-0-387-90192-3.
6. Singer, I. M.; Thorpe, J. A. (1976). Lecture Notes on Elementary Topology and Geometry. ISBN 978-0-387-90202-9.
7. Apostol, Tom M. (1976). Introduction to Analytic Number Theory. ISBN 978-0-387-90163-3.
8. Sigler, L. E. (1976). Algebra. ISBN 978-0-387-90195-4.
9. Fleming, Wendell (1977). Functions of Several Variables. ISBN 978-0-387-90206-7.
10. Croom, F. H. (1978). Basic Concepts of Algebraic Topology. ISBN 978-0-387-90288-3.
11. LeCuyer, Edward J. (1978). Introduction to College Mathematics with A Programming Language. ISBN 978-0-387-90280-7.
12. Duda, E.; Whyburn, G. (1979). Dynamic Topology. ISBN 978-0-387-90358-3.
13. Jantosciak, J.; Prenowitz, W. (1979). Join Geometries: A Theory of Convex Sets and Linear Geometry. ISBN 978-0-387-90340-8.
14. Malitz, Jerome (1979). Introduction to Mathematical Logic: Set Theory – Computable Functions – Model Theory. ISBN 978-0-387-90346-0.
15. Wilson, R. L. (1979). Much Ado About Calculus: A Modern Treatment with Applications Prepared for Use with the Computer. ISBN 978-0-387-90347-7.
16. Thorpe, John A. (1979). Elementary Topics in Differential Geometry. doi:10.1007/978-1-4612-6153-7. ISBN 978-0-387-90357-6.
17. Franklin, Joel (1980). Methods of Mathematical Economics: Linear and Nonlinear Programming. Fixed-Point Theorems. ISBN 978-0-387-90481-8.
18. Macki, Jack; Strauss, Aaron (1981). Introduction to Optimal Control Theory. ISBN 978-0-387-90624-9.
19. Foulds, L. R. (1981). Optimization Techniques: An Introduction. ISBN 978-0-387-90586-0.
20. Fischer, E. (1982). Intermediate Real Analysis. ISBN 978-0-387-90721-5.
21. Martin, George E. (1982). Transformation Geometry: An Introduction to Symmetry. ISBN 978-0-387-90636-2.
22. Martin, George E. (1983). The Foundations of Geometry and the Non-Euclidean Plane. ISBN 978-0-387-90694-2.
23. Owen, David R. (1983). A First Course in the Mathematical Foundations of Thermodynamics. ISBN 978-0-387-90897-7.
24. Smith, K. T. (1983). Primer of Modern Analysis: Directions for Knowing All Dark Things, Rhind Papyrus, 1800 B.C. ISBN 978-0-387-90797-0.
25. Armstrong, M. A. (1983). Basic Topology. doi:10.1007/978-1-4757-1793-8. ISBN 978-0-387-90839-7.
26. Dixmier, Jacques (1984). General Topology. ISBN 0-387-90972-9.
27. Morrey, Charles B. Jr.; Protter, Murray H. (1984). Intermediate Calculus. ISBN 978-0-387-96058-6.
28. Curtis, Charles W. (1984). Linear Algebra: An Introductory Approach. ISBN 978-0-387-90992-9.
29. Driver, R.D. (1984). Why Math?. ISBN 978-0-387-90973-8.
30. Foulds, L. R. (1984). Combinatorial Optimization for Undergraduates. ISBN 978-0-387-90977-6.
31. Jänich, Klaus (1984). Topology. ISBN 978-0-387-90892-2.
32. Bühler, W. K.; Cornell, G.; Opolka, H.; Scharlau, W. (1985). From Fermat to Minkowski: Lectures on the Theory of Numbers and Its Historical Development. ISBN 978-0-387-90942-4.
33. Marsden, Jerrold; Weinstein, Alan (1985). Calculus I. ISBN 978-0-387-90974-5.
34. Marsden, Jerrold; Weinstein, Alan (1985). Calculus II. ISBN 978-0-387-90975-2.
35. Marsden, Jerrold; Weinstein, Alan (1985). Calculus III. ISBN 978-0-387-90985-1.
36. Lang, Serge (1986). Introduction to Linear Algebra (ed. 2nd). ISBN 978-0-387-96205-4.
37. Stanton, Dennis; White, Dennis (1986). Constructive Combinatorics. ISBN 978-0-387-96347-1.
38. Klambauer, Gabriel (1986). Aspects of Calculus. ISBN 978-0-387-96274-0.
39. Lang, Serge (1986). A First Course in Calculus (ed. 5th). doi:10.1007/978-1-4419-8532-3. ISBN 978-0-387-96201-6.
40. James, I. M. (1987). Topological and Uniform Spaces. ISBN 978-0-387-96466-9.
41. Lang, Serge (1987). Calculus of Several Variables. ISBN 978-0-387-96405-8.
42. Lang, Serge (1987). Linear Algebra (ed. 3rd). ISBN 978-0-387-96412-6.
43. Peressini, Anthony L.; Sullivan, Francis E.; Uhl, J.J. Jr. (1988). The Mathematics of Nonlinear Programming. ISBN 978-0-387-96614-4.
44. Samuel, Pierre (1988). Projective Geometry. ISBN 978-0-387-96752-3.
45. Armstrong, Mark A. (1988). Groups and Symmetry. doi:10.1007/978-1-4757-4034-9. ISBN 978-0-387-96675-5.
46. Brémaud, Pierre (1988). An Introduction to Probabilistic Modeling. doi:10.1007/978-1-4612-1046-7. ISBN 978-0-387-96460-7.
47. Bressoud, David M. (1989). Factorization and Primality Testing. doi:10.1007/978-1-4612-4544-5. ISBN 978-0-387-97040-0.
48. Brickman, Louis (1989). Mathematical Introduction to Linear Programming and Game Theory. doi:10.1007/978-1-4612-4540-7. ISBN 978-0-387-96931-2.
49. Strayer, James K. (1989). Linear Programming and Its Applications. doi:10.1007/978-1-4612-1009-2. ISBN 978-0-387-96930-5.
50. Flanigan, Francis J.; Kazdan, Jerry L. (1990). Calculus Two: Linear and Nonlinear Functions (ed. 2nd). ISBN 978-0-387-97388-3.
51. Iooss, Gérard; Joseph, Daniel D. (1990). Elementary Stability and Bifurcation Theory (ed. 2nd). doi:10.1007/978-1-4612-0997-3. ISBN 978-0-387-97068-4.
52. Hoffmann, Karl-Heinz; Hämmerlin, Günther (1991). Numerical Mathematics. doi:10.1007/978-1-4612-4442-4. ISBN 978-0-387-97494-1.
53. Morrey, Charles B. Jr.; Protter, Murray H. (1991). A First Course in Real Analysis (ed. 2nd). doi:10.1007/978-1-4419-8744-0. ISBN 978-0-387-97437-8.
54. Bressoud, David M. (1991). Second Year Calculus: From Celestial Mechanics to Special Relativity. doi:10.1007/978-1-4612-0959-1. ISBN 978-0-387-97606-8.
55. Millman, Richard S.; Parker, George D. (1991). Geometry: A Metric Approach with Models (ed. 2nd). ISBN 978-0-387-97412-5.
56. Palka, Bruce P. (1991). An Introduction to Complex Function Theory. ISBN 978-0-387-97427-9.
57. Banchoff, Thomas; Wermer, John (1992). Linear Algebra Through Geometry (ed. 2nd). doi:10.1007/978-1-4612-4390-8. ISBN 978-0-387-97586-3.
58. Devlin, Keith (1993). The Joy of Sets: Fundamentals of Contemporary Set Theory (ed. 2nd). doi:10.1007/978-1-4612-0903-4. ISBN 978-0-387-94094-6.
59. Kinsey, L. Christine (1993). Topology of Surfaces. doi:10.1007/978-1-4612-0899-0. ISBN 978-0-387-94102-8.
60. Valenza, Robert J. (1993). Linear Algebra: An Introduction to Abstract Mathematics. doi:10.1007/978-1-4612-0901-0. ISBN 978-0-387-94099-1.
61. Ebbinghaus, H. -D.; Flum, J.; Thomas, W. (1994). Mathematical Logic (ed. 2nd). doi:10.1007/978-1-4757-2355-7. ISBN 978-0-387-94258-2.
62. Berberian, Sterling K. (1994). A First Course in Real Analysis. doi:10.1007/978-1-4419-8548-4. ISBN 978-0-387-94217-9.
63. Jänich, Klaus (1994). Linear Algebra. doi:10.1007/978-1-4612-4298-7. ISBN 978-0-387-94128-8.
64. Pedrick, George (1994). A First Course in Analysis. doi:10.1007/978-1-4419-8554-5. ISBN 978-0-387-94108-0.
65. Stillwell, John (1994). Elements of Algebra: Geometry, Numbers, Equations. doi:10.1007/978-1-4757-3976-3. ISBN 978-0-387-94290-2.
66. Anglin, W.S. (1994). Mathematics: A Concise History and Philosophy. doi:10.1007/978-1-4612-0875-4. ISBN 978-0-387-94280-3.
67. Simmonds, James G. (1994). A Brief on Tensor Analysis (ed. 2nd). doi:10.1007/978-1-4419-8522-4. ISBN 978-0-387-94088-5.
68. Anglin, W.S.; Lambek, J. (1995). The Heritage of Thales. ISBN 978-0-387-94544-6.
69. Isaac, Richard (1995). The Pleasures of Probability. ISBN 978-0-387-94415-9.
70. Exner, George R. (1996). An Accompaniment to Higher Mathematics. doi:10.1007/978-1-4612-3998-7. ISBN 978-0-387-94617-7.
71. Troutman, John L. (1996). Variational Calculus and Optimal Control: Optimization with Elementary Convexity (ed. 2nd). doi:10.1007/978-1-4612-0737-5. ISBN 978-0-387-94511-8.
72. Browder, Andrew (1996). Mathematical Analysis: An Introduction. doi:10.1007/978-1-4612-0715-3. ISBN 978-0-387-94614-6.
73. Buskes, Gerard; Rooij, Arnoud Van (1997). Topological Spaces: From Distance to Neighborhood. doi:10.1007/978-1-4612-0665-1. ISBN 978-0-387-94994-9.
74. Fine, Benjamin; Rosenberger, Gerhard (1997). The Fundamental Theorem of Algebra. doi:10.1007/978-1-4612-1928-6. ISBN 978-0-387-94657-3.
75. Beardon, Alan F. (1997). Limits: A New Approach to Real Analysis. doi:10.1007/978-1-4612-0697-2. ISBN 978-0-387-98274-8.
76. Gordon, Hugh (1997). Discrete Probability. doi:10.1007/978-1-4612-1966-8. ISBN 978-0-387-98227-4.
77. Roman, Steven (1997). Introduction to Coding and Information Theory. ISBN 978-0-387-94704-4.
78. Sethuraman, Bharath (1997). Rings, Fields, and Vector Spaces: An Introduction to Abstract Algebra via Geometric Constructibility. doi:10.1007/978-1-4757-2700-5. ISBN 978-0-387-94848-5.
79. Lang, Serge (1997). Undergraduate Analysis (ed. 2nd). doi:10.1007/978-1-4757-2698-5. ISBN 978-0-387-94841-6.
80. Hilton, Peter; Holton, Derek; Pedersen, Jean (1997). Mathematical Reflections: In a Room with Many Mirrors. doi:10.1007/978-1-4612-1932-3. ISBN 978-0-387-94770-9.
81. Martin, George E. (1998). Geometric Constructions. doi:10.1007/978-1-4612-0629-3. ISBN 978-0-387-98276-2.
82. Protter, Murray H. (1998). Basic Elements of Real Analysis. doi:10.1007/b98884. ISBN 978-0-387-98479-7.
83. Priestley, W. M. (1998). Calculus: A Liberal Art (ed. 2nd). doi:10.1007/978-1-4612-1658-2. ISBN 978-0-387-98379-0.
84. Singer, David A. (1998). Geometry: Plane and Fancy. doi:10.1007/978-1-4612-0607-1. ISBN 978-0-387-98306-6.
85. Smith, Larry (1998). Linear Algebra (ed. 3rd). doi:10.1007/978-1-4612-1670-4. ISBN 978-0-387-98455-1.
86. Lidl, Rudolf; Pilz, Günter (1998). Applied Abstract Algebra (ed. 2nd). doi:10.1007/978-1-4757-2941-2. ISBN 978-0-387-98290-8.
87. Stillwell, John (1998). Numbers and Geometry. doi:10.1007/978-1-4612-0687-3. ISBN 978-0-387-98289-2.
88. Laubenbacher, Reinhard; Pengelley, David (1999). Mathematical Expeditions: Chronicles by the Explorers. ISBN 978-0-387-98434-6.
89. Frazier, Michael W. (1999). An Introduction to Wavelets Through Linear Algebra. ISBN 978-0-387-98639-5.
90. Schiff, Joel L. (1999). The Laplace Transform: Theory and Applications. ISBN 978-0-387-98698-2.
91. Brunt, B. van; Carter, M. (2000). The Lebesgue-Stieltjes Integral: A Practical Introduction. doi:10.1007/978-1-4612-1174-7. ISBN 978-0-387-95012-9.
92. Exner, George R. (2000). Inside Calculus. doi:10.1007/b97700. ISBN 978-0-387-98932-7.
93. Hartshorne, Robin (2000). Geometry: Euclid and Beyond. doi:10.1007/978-0-387-22676-7. ISBN 978-0-387-98650-0.
94. Callahan, James J. (2000). The Geometry of Spacetime: An Introduction to Special and General Relativity. doi:10.1007/978-1-4757-6736-0. ISBN 978-0-387-98641-8.
95. Cederberg, Judith N. (2001). A Course in Modern Geometries (ed. 2nd). doi:10.1007/978-1-4757-3490-4. ISBN 978-0-387-98972-3.
96. Gamelin, Theodore W. (2001). Complex Analysis. doi:10.1007/978-0-387-21607-2. ISBN 978-0-387-95093-8.
97. Jänich, Klaus (2001). Vector Analysis. doi:10.1007/978-1-4757-3478-2. ISBN 978-0-387-98649-4.
98. Martin, George E. (2001). Counting: The Art of Enumerative Combinatorics. doi:10.1007/978-1-4757-4878-9. ISBN 978-0-387-95225-3.
99. Hilton, Peter; Holton, Derek; Pedersen, Jean (2002). Mathematical Vistas: From a Room with Many Windows. doi:10.1007/978-1-4757-3681-6. ISBN 978-0-387-95064-8.
100. Saxe, Karen (2002). Beginning Functional Analysis. doi:10.1007/978-1-4757-3687-8. ISBN 978-0-387-95224-6.
101. Lang, Serge (2002). Short Calculus: The Original Edition of "A First Course in Calculus". doi:10.1007/978-1-4613-0077-9. ISBN 978-0-387-95327-4.
102. Estep, Donald (2002). Practical Analysis in One Variable. doi:10.1007/b97698. ISBN 978-0-387-95484-4.
103. Toth, Gabor (2002). Glimpses of Algebra and Geometry (ed. 2nd). doi:10.1007/b98964. ISBN 978-0-387-95345-8.
104. Aitsahlia, Farid; Chung, Kai Lai (2003). Elementary Probability Theory: With Stochastic Processes and an Introduction to Mathematical Finance (ed. 4th). doi:10.1007/978-0-387-21548-8. ISBN 978-0-387-95578-0.
105. Erdös, Paul; Suranyi, Janos (2003). Topics in the Theory of Numbers. doi:10.1007/978-1-4613-0015-1. ISBN 978-0-387-95320-5.
106. Lovász, L.; Pelikán, J.; Vesztergombi, K. (2003). Discrete Mathematics: Elementary and Beyond. doi:10.1007/b97469. ISBN 978-0-387-95584-1.
107. Stillwell, John (2003). Elements of Number Theory. doi:10.1007/978-0-387-21735-2. ISBN 978-0-387-95587-2.
108. Buchmann, Johannes (2004). Introduction to Cryptography (ed. 2nd). doi:10.1007/978-1-4419-9003-7. ISBN 978-0-387-21156-5.
109. Irving, Ronald S. (2004). Integers, Polynomials, and Rings: A Course in Algebra. doi:10.1007/b97633. ISBN 978-0-387-40397-7.
110. Ross, Clay C. (2004). Differential Equations: An Introduction with Mathematica (ed. 2nd). doi:10.1007/978-1-4757-3949-7. ISBN 978-0-387-21284-5.
111. Cull, Paul; Flahive, Mary; Robson, Robby (2005). Difference Equations: From Rabbits to Chaos. doi:10.1007/0-387-27645-9. ISBN 978-0-387-23233-1.
112. Chambert-Loir, Antoine (2005). A Field Guide to Algebra. doi:10.1007/b138364. ISBN 978-0-387-21428-3.
113. Elaydi, Saber (2005). An Introduction to Difference Equations (ed. 3rd). doi:10.1007/0-387-27602-5. ISBN 978-0-387-23059-7.
114. Lang, Serge (2005). Undergraduate Algebra (ed. 3rd). doi:10.1007/0-387-27475-8. ISBN 978-0-387-22025-3.
115. Singer, Stephanie Frank (2005). Linearity, Symmetry, and Prediction in the Hydrogen Atom. doi:10.1007/b136359. ISBN 978-0-387-24637-6.
116. Stillwell, John (2005). The Four Pillars of Geometry. doi:10.1007/0-387-29052-4. ISBN 978-0-387-25530-9.
117. Bix, Robert (2006). Conics and Cubics: A Concrete Introduction to Algebraic Curves (ed. 2nd). doi:10.1007/0-387-39273-4. ISBN 978-0-387-31802-8.
118. Moschovakis, Yiannis (2006). Notes on Set Theory (ed. 2nd). doi:10.1007/0-387-31609-4. ISBN 978-0387287225.
119. Knoebel, Art; Laubenbacher, Reinhard; Lodder, Jerry; Pengelley, David (2007). Mathematical Masterpieces: Further Chronicles by the Explorers. doi:10.1007/978-0-387-33062-4. ISBN 978-0-387-33060-0.
120. Harris, John M.; Hirst, Jeffry L.; Mossinghoff, Michael (2008). Combinatorics and Graph Theory (ed. 2nd). doi:10.1007/978-0-387-79711-3. ISBN 978-0-387-79710-6.
121. Stillwell, John (2008). Naive Lie Theory. doi:10.1007/978-0-387-78214-0. ISBN 978-0-387-78214-0.
122. Hairer, Ernst; Wanner, Gerhard (2008) [1996]. Analysis by its History. doi:10.1007/978-0-387-77036-9. ISBN 978-0-387-94551-4.
123. Edgar, Gerald (2008).  Edgar, Gerald, ed. Measure, Topology, and Fractal Geometry (ed. 2nd). doi:10.1007/978-0-387-74749-1. ISBN 978-0-387-74748-4.
124. Herod, James; Shonkwiler, Ronald W. (2009). Mathematical Biology: An Introduction with Maple and Matlab (ed. 2nd). doi:10.1007/978-0-387-70984-0. ISBN 978-0-387-70983-3.
125. Mendivil, Frank; Shonkwiler, Ronald W. (2009). Explorations in Monte Carlo Methods. doi:10.1007/978-0-387-87837-9. ISBN 978-0-387-87836-2.
126. Stein, William (2009). Elementary Number Theory: Primes, Congruences, and Secrets: A Computational Approach. doi:10.1007/b13279. ISBN 978-0-387-85524-0.
127. Childs, Lindsay N. (2009).  Childs, Lindsay N, ed. A Concrete Introduction to Higher Algebra (ed. 3rd). doi:10.1007/978-0-387-74725-5. ISBN 978-0-387-74527-5.
128. Halmos, Paul R.; Givant, Steven (2009). Introduction to Boolean Algebras. doi:10.1007/978-0-387-68436-9. ISBN 978-0-387-40293-2.
129. Bak, Joseph; Newman, Donald J. (2010). Complex Analysis (ed. 3rd). doi:10.1007/978-1-4419-7288-0. ISBN 978-1-4419-7287-3.
130. Beck, Matthias; Geoghegan, Ross (2010). The Art of Proof: Basic Training for Deeper Mathematics. doi:10.1007/978-1-4419-7023-7. ISBN 978-1-4419-7022-0.
131. Callahan, James J. (2010). Advanced Calculus: A Geometric View. ISBN 978-1-4419-7331-3.
132. Hurlbert, Glenn (2010). Linear Optimization: The Simplex Workbook. ISBN 978-0-387-79147-0.
133. Stillwell, John (2010). Mathematics and Its History (ed. 3rd). doi:10.1007/978-1-4419-6053-5. ISBN 978-1-441-96052-8.
134. Ghorpade, Sudhir R.; Limaye, Balmohan V. (2010). A Course in Multivariable Calculus and Analysis. doi:10.1007/978-1-4419-1621-1. ISBN 978-1-4419-1620-4.
135. Davidson, Kenneth R.; Donsig, Allan P. (2010). Real Analysis and Applications: Theory in Practice. doi:10.1007/978-0-387-98098-0. ISBN 978-0-387-98097-3.
136. Daepp, Ulrich; Gorkin, Pamela (2011). Reading, Writing, and Proving: A Closer Look at Mathematics (ed. 2nd). doi:10.1007/978-1-4419-9479-0. ISBN 978-1-4419-9478-3.
137. Bloch, Ethan D. (2011). Proofs and Fundamentals: A First Course in Abstract Mathematics (ed. 2nd). doi:10.1007/978-1-4419-7127-2. ISBN 978-1-4419-7126-5.
138. Adkins, William A.; Davidson, Mark G. (2012). Ordinary Differential Equations. ISBN 978-1-461-43617-1.
139. Ostermann, Alexander; Wanner, Gerhard (2012). Geometry by Its History. ISBN 978-3-642-29163-0.
140. Petersen, Peter (2012). Linear Algebra. ISBN 978-1-4614-3612-6.
141. Roman, Steven (2012). Introduction to the Mathematics of Finance: Arbitrage and Option Pricing. ISBN 978-1-4614-3582-2.
142. Gerstein, Larry J. (2012). Introduction to Mathematical Structures and Proofs (ed. 2nd). doi:10.1007/978-1-4614-4265-3. ISBN 978-1-4614-4264-6.
143. Vanderbei, Robert J.; Çinlar, Erhan (2013). Real and Convex Analysis. ISBN 978-1-4614-5256-0.
144. Bajnok, Bela (2013). An Invitation to Abstract Mathematics. ISBN 978-1-461-46635-2.
145. McInerney, Andrew (2013). First Steps in Differential Geometry. ISBN 978-1-4614-7731-0.
146. Ross, Kenneth A. (2013). Elementary Analysis: The Theory of Calculus. ISBN 978-1-4614-6270-5.
147. Stillwell, John (2013). The Real Numbers: An Introduction to Set Theory and Analysis. doi:10.1007/978-3-319-01577-4. ISBN 978-3-319-01576-7.
148. Conway, John B. (2014). A Course in Point Set Topology. ISBN 978-3-319-02367-0.
149. Olver, Peter J. (2014). Introduction to Partial Differential Equations. ISBN 978-3-319-02098-3.
150. Mercer, Peter R. (2014). More Calculus of a Single Variable. doi:10.1007/978-1-4939-1926-0. ISBN 978-1-4939-1925-3.
151. Hoffstein, Jeffrey; Pipher, Jill; Silverman, Joseph H. (2014). An Introduction to Mathematical Cryptography (ed. 2nd). doi:10.1007/978-1-4939-1711-2. ISBN 978-1-4939-1710-5.
152. Terrell, Maria Shea; Lax, Peter D. (2014). Calculus with Applications (ed. 2nd). doi:10.1007/978-1-4614-7946-8. ISBN 978-1-4614-7945-1.
153. Axler, Sheldon (2015). Linear Algebra Done Right (ed. 3rd). doi:10.1007/978-3-319-11080-6. ISBN 978-3-319-11079-0.
154. Beck, Matthias; Robins, Sinai (2015). Computing the Continuous Discretely: Integer-point Enumeration in Polyhedra (ed. 2nd). doi:10.1007/978-1-4939-2969-6. ISBN 978-1-4939-2968-9.
155. Laczkovich, Miklós; Sós, Vera T. (2015). Real Analysis: Foundations and Functions of One Variable. doi:10.1007/978-1-4939-2766-1. ISBN 978-1-4939-2765-4.
156. Pugh, Charles C. (2015). Real Mathematical Analysis (ed. 2nd). doi:10.1007/978-3-319-17771-7. ISBN 978-3-319-17770-0.
157. Logan, David J. (2015). A First Course in Differential Equations (ed. 3rd). doi:10.1007/978-3-319-17852-3. ISBN 978-3-319-17851-6.
158. Silverman, Joseph H.; Tate, John (2015). Rational Points on Elliptic Curves (ed. 2nd). doi:10.1007/978-3-319-18588-0. ISBN 978-3-319-18587-3.
159. Little, Charles; Kee, Teo; van Brunt, Bruce (2015). Real Analysis via Sequences and Series. doi:10.1007/978-1-4939-2651-0. ISBN 978-1-4939-2650-3.
160. Abbott, Stephen (2015). Understanding Analysis (ed. 2nd). doi:10.1007/978-1-4939-2712-8. ISBN 978-1-4939-2711-1.
161. Cox, David; Little, John; O'Shea, Danal (2015). Ideals, Varieties, and Algorithms: An Introduction to Computational Algebraic Geometry and Commutative Algebra (ed. 4th). doi:10.1007/978-3-319-16721-3. ISBN 978-3-319-16720-6.
162. Logan, David J. (2015). Applied Partial Differential Equations (ed. 3rd). doi:10.1007/978-3-319-12493-3. ISBN 978-3-319-12492-6.
163. Tapp, Kristopher (2016). Differential Geometry of Curves and Surfaces. doi:10.1007/978-3-319-39799-3. ISBN 978-3-319-39798-6.
164. Hijab, Omar (2016). Introduction to Calculus and Classical Analysis (ed. 4th). doi:10.1007/978-3-319-28400-2. ISBN 978-3-319-28399-9.
165. Shurman, Jerry (2016). Calculus and Analysis in Euclidean Space. doi:10.1007/978-3-319-49314-5. ISBN 978-3-319-49312-1.
166. Laczkovich, Miklós; Sós, Vera T. (2017). Real Analysis: Series, Functions of Several Variables, and Applications. doi:10.1007/978-1-4939-7369-9. ISBN 978-1-4939-7367-5.
167. Lax, Peter D.; Terrell, Maria Shea (2017). Multivariable Calculus with Applications. doi:10.1007/978-3-319-74073-7. ISBN 978-3-319-74072-0.
168. Shores, Thomas S. (2018). Applied Linear Algebra and Matrix Analysis (ed. 2nd). doi:10.1007/978-3-319-74748-4. ISBN 978-3-319-74747-7.
169. Olver, Peter J.; Shakiban, Chehrzad (2018). Applied Linear Algebra (ed. 2nd). doi:10.1007/978-3-319-91041-3. ISBN 978-3-319-91040-6.
170. Stanley, Richard P. (2018). Algebraic Combinatorics: Walks, Trees, Tableaux, and More (ed. 2nd). doi:10.1007/978-3-319-77173-1. ISBN 978-3-319-77172-4.
171. Ghorpade, Sudhir R.; Limaye, Balmohan V. (2018). A Course in Calculus and Real Analysis (ed. 2nd). doi:10.1007/978-3-030-01400-1. ISBN 978-3-030-01399-8.
172. Asmar, Nakhle H.; Grafakos, Loukas (2018). Complex Analysis with Applications. doi:10.1007/978-3-319-94063-2. ISBN 978-3-319-94062-5.
173. Rosenthal, Daniel; Rosenthal, David; Rosenthal, Peter (2018). A Readable Introduction to Real Mathematics (ed. 2nd). doi:10.1007/978-3-030-00632-7. ISBN 978-3-030-00631-0.
174. Takloo-Bighash, Ramin (2018). A Pythagorean Introduction to Number Theory. doi:10.1007/978-3-030-02604-2. ISBN 978-3-030-02603-5.
175. Petersen, T. Kyle (2019). Inquiry-Based Enumerative Combinatorics: One, Two, Skip a Few... Ninety-Nine, One Hundred. doi:10.1007/978-3-030-18308-0. ISBN 978-3-030-18307-3.
176. Saari, Donald G. (2019). Mathematics of Finance: An Intuitive Introduction. doi:10.1007/978-3-030-25443-8. ISBN 978-3-030-25442-1.
177. Jongsma, Calvin (2019). Introduction to Discrete Mathematics via Logic and Proof. doi:10.1007/978-3-030-25358-5. ISBN 978-3-030-25357-8.
178. Lee, Nam-Hoon (2020). Geometry: from Isometries to Special Relativity. doi:10.1007/978-3-030-42101-4. ISBN 978-3-030-42100-7.
179. Bajnok, Bela (2020). An Invitation to Abstract Mathematics (ed. 2nd). doi:10.1007/978-3-030-56174-1. ISBN 978-3-030-56173-4.
180. Stillwell, John (2020). Mathematics and Its History. doi:10.1007/978-3-030-55193-3. ISBN 978-3-030-55192-6.